# Oostkerk (Middelburg)
De Oostkerk is een protestantse, achtkantige, barokke koepelkerk in Middelburg. De kerk is een rijksmonument. De bouw duurde van 1648 tot 1667 en was in Middelburg de eerste kerk die speciaal voor de protestantse eredienst gebouwd werd. Op 6 januari 2017 werd de laatste eredienst in de kerk gehouden. 

## Reformatie in Middelburg
De gevolgen van de reformatie werden al snel in Middelburg gevoeld, in 1566-67 vonden de zogenaamde geuzentroebelen plaats, en de beeldenstorm vond plaats op 21 augustus 1566. Na deze beeldenstorm vluchtte een groot deel van de calvinisten de stad uit. Tijdens de daaropvolgende oorlog tussen de Spanjaarden en de Geuzen koos Middelburg voor de Spaanse zijde. Dit resulteerde in het Beleg van Middelburg van 1572-1574 waarna de Spanjaarden de stad moesten prijsgeven. Nu de stad in protestantse handen was werden alle Rooms-Katholieke geestelijken (exclusief de cellenbroeders) uit de stad verbannen. De eerste Nederduitsch Gereformeerde Kerk werd gesticht in de St. Pieterskerk en er vonden ook diensten plaats in de St. Maartenskerk, maar deze werd in 1575 afgebroken. Over de loop van tijd werden vele ex-roomse kerken en kapellen in gebruik genomen door de hervormden, waaronder de Koorkerk, Nieuwe Kerk, Vismarktkerk (Bachten 's-Graven Hofskapel) en de Barbarakapel. Door gestage groei van de gemeente en uitbreiding van de stad ontstond de behoefte voor een nieuwe kerk.

## Geschiedenis
In 1644 verzocht de Hervormde kerkenraad het stadsbestuur om het aantal kerken in Middelburg uit te breiden vanwege de groei van de gemeente. Gekozen werd om de kerk in het nieuwe oostelijke deel van de stad te plaatsen. In eerste instantie waren er plannen om de kerk in de Singelstraat te plaatsen, in 1646 werd gekozen voor een terrein aan het einde van de Schuitvlotstraat. De voorzijde van de kerk stond gericht in de lengte van de Breestraat, recht tegenover de Dampoort. Voor het ontwerp legde het stadsbestuur contact met architect Bartholomeus Fransz. Drijfhout. Namens het stadsbestuur bestudeerde hij de recent gebouwde Lutherse zaalkerk in Amsterdam en de Nieuwe Kerk in Maassluis, een kruiskerk. Drijfhout had echter geen zaal- of kruiskerk, maar een koepelkerk voor ogen, in welke keuze hij waarschijnlijk werd geïnspireerd door de sinds 1639 gebouwde Marekerk in Leiden. Geadviseerd door de architect Pieter Jansz. Post, die een houten model maakte, ontwierp Drijfhout een koepelkerk. Het project werd voornamelijk gefinancierd door leningen met lijfrenten van tien procent. Deze hoge rente is voor tientallen jaren een zware financiële last geweest voor de stad Middelburg. Ook werd er belasting geheven op het nuttigen van bier en wijn.

## Bouw
Namens het stadsbestuur had de stadsfabriek toezicht op de bouwwerkzaamheden. De uitvoering van de werkzaamheden werd uitbesteed aan de stadstimmerman en stadsmetselaar. De functie van stadstimmerman werd sinds 1610 bekleed door Joos Linthout. Na overlijden in 1647 werd hij begin 1648 opgevolgd door zijn zoon die eveneens Joos Linthout heette. Nadat hij tien jaar later ook overleed werd vanaf 28 februari 1657 Arent van 's Gravesande stadstimmerman. Na zijn dood in 1662 werd hij opgevolgd door Louis Jolijt. De functie van stadsmetselaar werd sinds juli 1641 bekleed door Pieter Tessink. Na zijn overlijden in 1652 werd hij in 1653 opgevolgd door Thomas de Cocq, maar deze werd door problemen in 1659 uit zijn functie ontheven. In 1660 werd de post bekleed door Michiel Gabriëlse die na overlijden opgevolgd werd door Rafel van de Velde tussen 1663-1664. Hierna werd stadstimmerman Jolijt waarnemend stadsmetselaar. De voorbereidingen en de bouw van de Oostkerk werden dus geleid door vier verschillende stadstimmermannen en vier verschillende stadsmetselaars.
In 1646 begonnen de eerste voorbereidingen en op 26 maart 1647 werd, na een kleine wijziging, het model goedgekeurd en konden de fundamenten gelegd worden. De eerstesteenlegging was op 15 september 1648. De bouw kwam echter spoedig stil te liggen. In juni 1649 overleed architect Drijfhout, gevolgd door stadsmetselaar Tessink in 1652. Door de Eerste Engelse Oorlog kreeg ook de economie een zware klap. Om het achthoekige ontwerp nader te beoordelen werd toen van 's Gravesande aangetrokken. Afgezien een wijziging van de voorgevel en bekroonde kap met open lantaarn in plaats van een klokkentoren bleef het basisontwerp vergelijkbaar. In 1655 werd hij aangesteld als opzichter en volgde daarmee Drijfhout op. Onder zijn supervisie werd de bouw voortvaren voortvaren voortgezet, maar stagneerde in 1659 toen bleek dat het steenhouwwerk in verkeerde maten was uitgevoerd. Deze fout werd verweten aan De Cocq die werd ontslagen. Om meer problemen te voorkomen werden Pieter Post en de bouwmeester uit Den Haag, Pieter Arentsz. Noorwits (broer van Arent van 's Gravesande) verzocht om de ontstane situatie te beoordelen. De bouw was echter al te ver gevorderd om nog grote wijzigingen aan te brengen dus Post en Noorwits stelden een rapport op hoe de kerk alsnog kon worden voltooid. Na het overlijden van Van 's Gravesande in 1662 werd de verdere bouw uitgevoerd onder supervisie van Jolijt, en in 1667 voltooid. Op 6 juli 1667 de kerk ingewijd met een leerrede door Ds. Petrus van Thoor. 

## Ontwerp
Voor de constructie van de Oostkerk werd gebruikgemaakt van zwaar eikenhout, afkomstig uit de bossen bij Wezel, het hout voor het fundament was echter afkomstig uit Noorwegen. Het fundament werd verder opgemetseld met Zeeuwse baksteen, voor de overige bouw werden bakstenen uit Utrecht gebruikt. De natuursteen voor de plint kwam uit de steengroeve van Ecaussinnes, blauwe hardsteen genoemd. Voor de romp werd verder gebruik gemaakt van Bentheimersteen die vanuit Zwolle werden aangevoerd. De Oostkerk is volledig ontworpen naar het Hollands classicisme, maar met barokke invloeden.
Als het originele Drijfhout-ontwerp uitgevoerd zou zijn, zou de ingangspartij een zuilenportiek hebben gehad. Deze zuilen werden echter niet uitgevoerd in het latere ontwerp. Wel werden er aan beide zijden van de hoofdingang twee kleinere ingangen en twee ramen geplaatst. In het gehele ontwerp zijn zowel Ionische, Korintische als Dorische details terug te vinden. Daar de klokkentoren in het originele ontwerp boven op de koepel vervangen werd door lantaarn werd een kleine versie van het ontwerp, dat door de verhoudingen doet denken aan een toren, aan de achterzijde geplaatst waarin een klokkenspel werd gehangen. Ook kon het torentje dienen als consistorie.
Het interieur is een afspiegeling van het ontwerp van het exterieur. Het witte De Rijckere-orgel is afkomstig uit 1782. Vanaf augustus 1995 tot en met 1997 vond een uitvoerige restauratie van de kapconstructie van de koepel plaats. Tijdens de restauratie is een schaalmodel gemaakt van een deel van de constructie, welke nog steeds in de kerk staat. 

## Orgel
Aanvankelijk had de Oostkerk geen orgel, veroorzaakt door geldgebrek. Na invoering van de nieuwe psalmberijming van 1773 kreeg de vraag naar een orgel weer een impuls in de gemeente: er werd een collecte gehouden die het hoge bedrag van 14.400 gulden opleverde. In mei 1779 werd een orgel besteld bij Petrus en Johannes de Rijckere, Vlaamse orgelbouwers gevestigd in Kortrijk. In 1780 betrokken ze een pakhuis in Middelburg dat tijdelijk werd ingericht als werkplaats. Tijdens de bouw bemerkte stadsorganist Willem Lootens al problemen met het orgel, maar zijn kritiek werd niet gewaardeerd. In februari 1782 was het orgel gereed, maar werd afgekeurd nadat bleek dat de windlade van het rugpositief onbruikbaar was, de registers waren niet gestemd en de winddruk was te laag. Verbeteringen werden aangebracht en het orgel werd nu wel goedgekeurd. De afspraak werd gemaakt dat ze terug mochten keren naar Kortrijk en voor de laatste betaling na Pasen konden terugkomen. Ze kwamen echter niet meer opdagen. Na vertrek werd het orgel aan een derde keuring onderworpen waarbij onder andere de gehele rugwerklade werd afgekeurd. Verbeteringen werden nu uitgevoerd door Joachim Reichner. Uiteindelijk kon het orgel op 19 januari 1783 in gebruik genomen worden.  De orgelkas was ontworpen door de Zeeuwse landsarchitect Coenraad Kayser, het beeldhouwwerk was van Hendrik van Diest.

## Huidige situatie
Tot begin 2017 is de Oostkerk in gebruik geweest. Door vermindering van kerkgangers, achterstallig onderhoud en financiële lasten besloot de Protestantse Gemeente Middelburg (PGM) om de Oostkerk af te stoten en de laatste dienst werd gehouden op 8 januari 2017. Voor de broodnodige restauratie was twee miljoen euro benodigd en een nieuwe beheerder. De nieuwe beheerder werd gevonden in stichting Monumentenbezit. De benodigde twee miljoen werd verdeeld zodat Monumentenbezit, de PGM, de provincie Zeeland en de gemeente Middelburg elk een half miljoen bijdragen.
De kerk wordt tegenwoordig gebruikt voor concerten, lezingen, tentoonstellingen en dergelijke evenementen. 